# Municipal Waste
Municipal Waste es una banda estadounidense de crossover thrash formada en la ciudad de Richmond, Virginia en 2001. 
Esta banda es conocida por sus canciones de corta duración que tratan temas como el alcohol, las fiestas, la diversión en general y los mutantes posapocalípticos. 
Entre sus principales influencias están bandas como Metallica, Suicidal Tendencies, D.R.I, Nuclear Assault y Anthrax, entre otros.

## Historia
La banda se formó en el año 2001. Un cambio de formación sucede en 2002 cuando Trache abandona a la banda, y es reemplazado en la batería por Brandon Ferrell. Después de este cambio, publican Tango and Thrash, antes de grabar su primer disco, Waste 'em all, para la discográfica Six Week Records, en 2003.
En el año 2004 ingresan a la banda dos nuevos miembros, el baterista Dave Witte y el bajista Phillip "Land Phil" Hall, y en el 2005 Municipal Waste firma con otra discográfica, Earache Records, y graban el álbum Hazardous Mutation. A finales del 2005 Municipal Waste saca a la luz el video para Unleash The Bastards, track de este disco.
En el 2006 Municipal Waste tocó con Sick Of It All, alrededor de Europa, y también lo hizo en Australia. Un año después  la banda editó el disco The Art of Partying y luego tocaron en el prestigioso Reading and Leeds Festival, un festival de música que se da en Inglaterra. También se unieron a At The Gates en su "Suicidal Final Tour" junto con Toxic Holocaust, Darkest Hour y Repulsion.
En agosto de 2009 lanzaron su disco Massive Aggressive. Según el baterista Dave Witte, este ha sido el mejor disco que la banda ha grabado hasta la fecha. Poco tiempo después la banda publicó el video de una canción de este disco titulada Wrong Answer, y emprende una gira que los llevó incluso por algunos países de Sudamérica.
Su último trabajo es The Fatal Feast, lanzado en 2012. También se publicaron los videos pertenecientes a las canciones You're Cut Off, Repossession y The Fatal Feast. El álbum increíblemente alcanzó el puesto número 1 del Billboard 200 en la categoría de artista nuevo, haciéndose conocer a todo el mundo.
El 31 de mayo de 2016 se confirma la muerte del exbaterista Brandon Ferrell, se investiga que fue un suicidio.
Recientemente la banda reclutó a su quinto miembro, Nick Poulos como segundo guitarrista. Y también están trabajando en su próximo álbum que verá la luz en 2017, cuya información lo dio Tony Foresta en una entrevista en 2014.

## Miembros
- Tony Foresta - Voz (2001-presente)
- Ryan Waste - Guitarra (2001-presente)
- Dave Witte - Batería (2004-presente)
- Phillip "Land Phil" Hall - Bajo (2004-presente)
- Nick Poulos - Guitarra (2016 - presente)

## Exmiembros
- Trache - Batería (2001-2002)
- Andy Harris - Bajo (2001-2004)
- Brandon Ferrell (fallecido. 2016) - Batería (2002 - 2004)

## Discografía

### Álbumes en estudio y EP
| Año  | Título                          | Datos                                                                          |
| 2001 | Municipal Waste (EP)            | Primer álbum de la banda, y de una duración de 6:25 minutos.                   |
| 2002 | Tango and thrash/Bad acid trip  | Este es el segundo lanzamiento de la banda y está compuesto de un disco doble. |
| 2002 | Crucial Unit split (EP)         | Tercera entrega de la banda, con 8:44 minutos de duración.                     |
| 2003 | Waste 'Em All                   | Cuarta entrega y con una duración total del disco de 17:36 minutos.            |
| 2005 | Hazardous Mutation              | Quinto álbum de la banda y con una duración de 26:03 minutos.                  |
| 2007 | The Art Of Partying             | Sexto disco de la banda, y tiene una duración de 32:00 minutos.                |
| 2009 | Massive Aggressive              | Séptimo disco de la banda, con una duración de 28:00 minutos.                  |
| 2012 | The Fatal Feast: Waste in Space | Octavo disco de la banda, cuya duración es de 39:00 minutos.                   |
| 2017 | Slime and Punishment            | Noveno disco de la banda, con una duración de 28:52 minutos.                   |
| 2022 | Electrified Brain               | Décimo disco de la banda, y su duración es de 33:27 minutos.                   |